# 南宫广场
37°51′29″N 112°33′03″E / 37.85805°N 112.55084°E
南宫广场，也称太原工人文化宫广场，当地人简称南宫，是中华人民共和国山西省太原市市中心的一个广场。

## 沿革
太原工人文化宫为1958年建成，由山西省建筑设计院设计，是“第一个五年计划”期间太原市十大建筑之一，建成后成为山西省和太原市的重要活动和会议场所。文化宫坐南朝北，占地面积6500.82平方米。由主楼和东西楼相接而成，平面呈“山”字形。楼顶题词“工人文化宫”为朱德撰。东西楼外墙墙体镶有向日葵及三面红旗图案，外墙半圆形通天柱。1984年，工人文化宫开始改革增加文化活动类型。1990年1月，时任中国共产党中央委员会总书记的江泽民视察山西，在工人文化宫观看迎春文艺晚会。